# Oskar von Hoffmann
Oskar von Hoffmann (* 22. Oktober 1832 in Triest (damals Kaisertum Österreich); † 1. Mai 1912 in Leipzig) war ein deutscher Bankier und Übersetzer.

## Leben
Oskar von Hoffmann war der Sohn des Leipziger Bankiers Ludwig Ferdinand Freiherr von Hoffmann (1796–1856), der mit seiner Frau  Pauline geborene Mayer-Frege zur Zeit von Oskars Geburt für einige Jahre in Triest lebte. Oskar wuchs in Leipzig auf, stieg dann in die Geschäfte seines Vaters ein und arbeitete in dessen Bankhaus in New York.

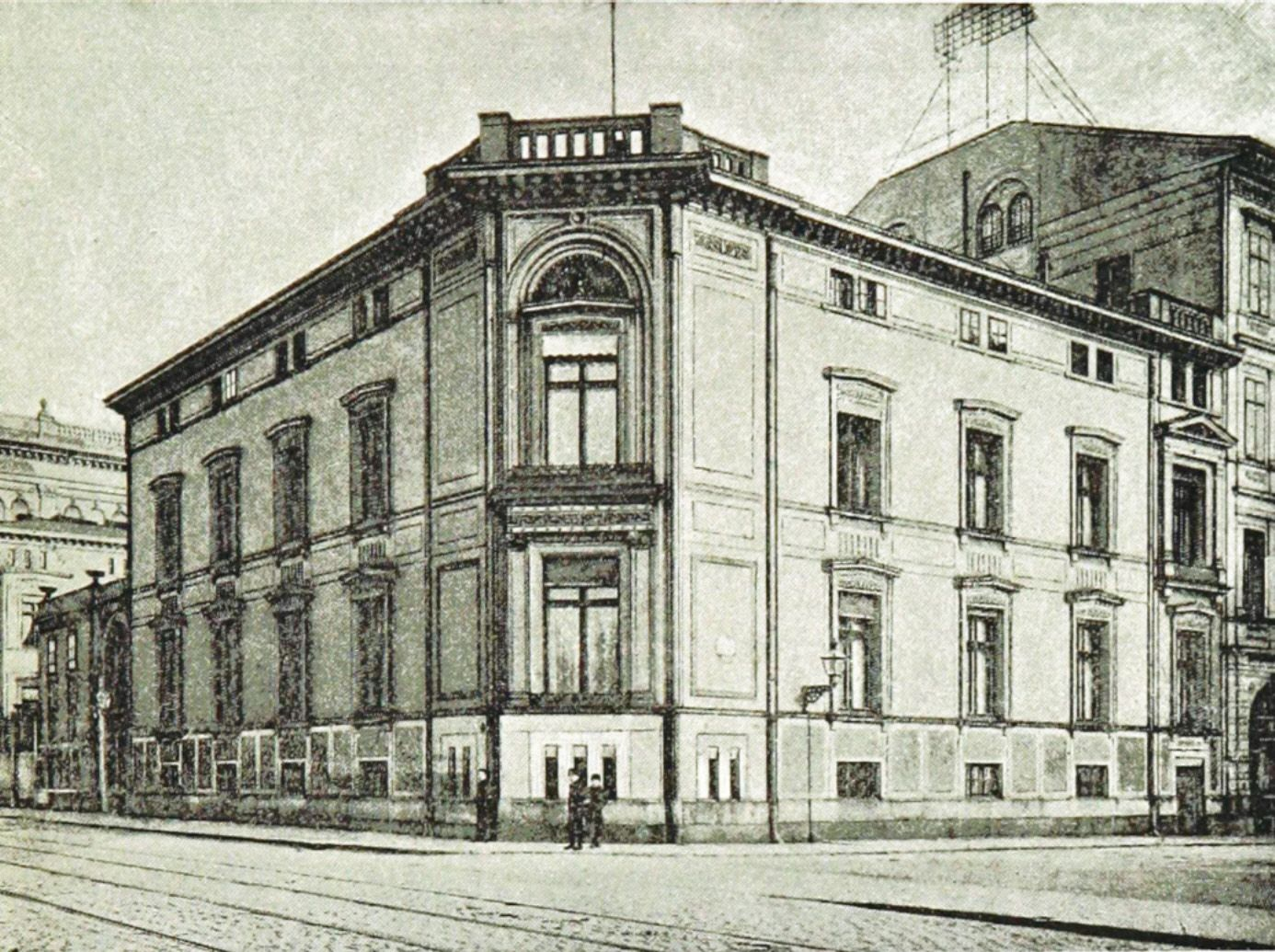
Wohnhaus am Augustusplatz

1864 kehrte er aus den USA nach Leipzig zurück und heiratete noch im selben Jahr Eveline Becker (1842–1913). Das Paar zog in das vom Architekten Eduard Pötzsch errichtete von Hoffmannsche Stadthaus am Augustusplatz. Das Paar hatte drei Töchter.
Von Hoffmann und seine Frau waren Anhänger der theosophischen Bewegung. Im Jahr 1888 erschien von Hoffmanns Übersetzung der Meditationsschrift Light on the Path der englischen Theosophin Mabel Collins als Licht auf dem Weg.
Ein Jahr später übersetzte er von der gleichen Autorin Das Lied von der weißen Lotos. 
Mit 73 Jahren lernte von Hoffmann 1906 den Begründer der Anthroposophie Rudolf Steiner kennen. Noch im selben Jahr traten er, seine Frau und seine Tochter Martina (inzwischen verwitwete Limburger-von Hoffmann) in die Deutsche Sektion der Theosophischen Gesellschaft ein, deren Generalsekretär Steiner war.
Obwohl die von Hoffmannsche Bank als Leipziger Disconto-Bank um 1880 zugrunde gegangen war und Oskar von Hoffmann danach als Privatier lebte, wurde er in seinem Todesjahr 1912 mit einem Vermögen von 12 Millionen Mark als der reichste Mann Leipzigs bezeichnet.
Die seinem Vater durch das Herzogtum Sachsen-Altenburg verliehene Erhebung in den Adels- und Freiherrenstand war im Jahr 1903 durch das Königreich Sachsen für Oskar von Hoffmann anerkannt worden.
Oskar von Hoffmanns Urne und die seiner Frau wurden im Mayerschen Erbbegräbnis in der IV. Abteilung des Neuen Johannisfriedhofs beigesetzt.